# معدن سنگ کوه حسین ۲
معدن سنگ کوه حسین ۲ مربوط به دوره هخامنشی است و در شهرستان مرودشت، بخش مرکزی، روستای حاجی‌آباد واقع شده و این اثر در تاریخ ۱۹ مرداد ۱۳۸۴ با شمارهٔ ثبت ۱۲۷۷۶ به‌عنوان یکی از آثار ملی ایران به ثبت رسیده است.